# فرودگاه بین‌المللی کالیکوت
فرودگاه بین‌المللی کالیکوت (به انگلیسی: Calicut International Airport) یک فرودگاه همگانی مسافربری با کد یاتا CCJ است که یک باند فرود آسفالت دارد و طول باند آن ۲۸۶۰ متر است. این فرودگاه در کشور هند قرار دارد و در ارتفاع ۱۰۴ متری از سطح دریا واقع شده‌است.

## شرکت‌های هواپیمایی و مقصدهای پروازی

### مسافری
| شرکت‌های هواپیمایی | مقصدهای پروازی                                                                                             |
| ----------------- | --- |
| ایر عربیا         | شارجه |
| ایر ایندیا        | دوبی، چاتراپاتی شیواجی، شارجه                                                                              |
| ایر ایندیا اکسپرس | ابوظبی، العین، بحرین، ملک فهد، حمد، دوبی، کوچین، کویت، مسقط، راس الخیمه,ملک خالد، صلاله، شارجه، تریواندروم |
| هواپیمایی اتحاد   | ابوظبی |
| ایندی‌گو           | ایندیرا گاندی، حمد، دوبی، چاتراپاتی شیواجی، مسقط، شارجه                                                    |
| عمان ایر          | مسقط، صلاله                                                                                                |
| هواپیمایی قطر     | حمد |
| اسپایس‌جت          | بنگالورو، چنای، دوبی                                                                                       |

### باری
| شرکت‌های هواپیمایی | مقصدهای پروازی |
| ----------------- | -------------- |
| هواپیمایی قطر     | حمد            |